# Sint-Amanduskerk (Zammelen)

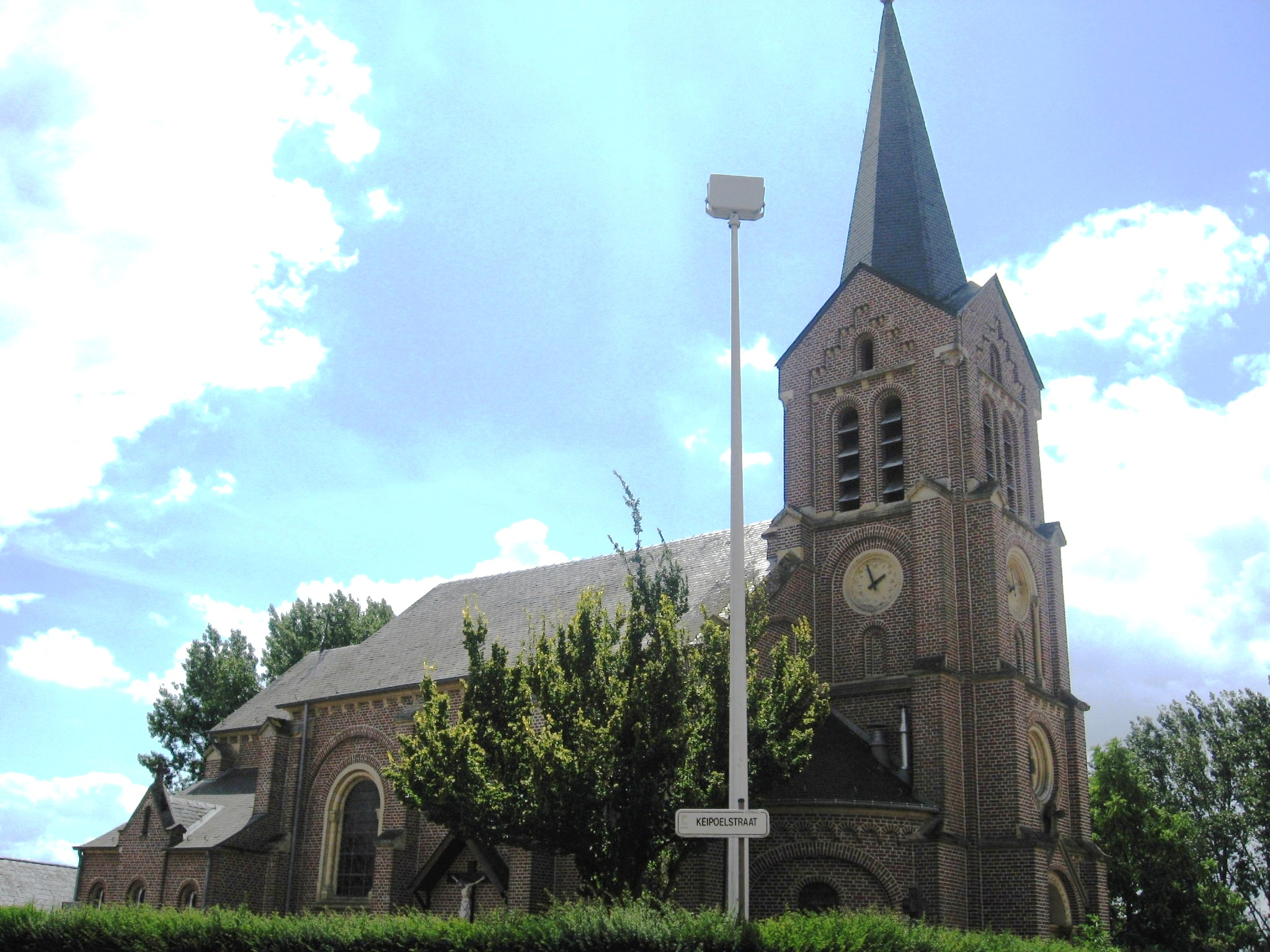
Sint-Amanduskerk

De Sint-Amanduskerk is de parochiekerk van Zammelen, gelegen aan de Sint-Amandusstraat.
Reeds lange tijd bestond hier een aan de Heilige Amandus gewijd kerkje, dat waarschijnlijk onderhorig was aan de parochie van Gors-Opleeuw. In 1246 werd dit kerkje reeds genoemd.
In 1835 werd de parochie van Zammelen zelfstandig. Van 1865-1872 werd, nadat het oude kerkje bouwvallig was verklaard, een nieuwe kerk gebouwd. Architect was Herman Jaminé.
Het betreft een bakstenen eenbeukige zaalkerk in een eclectische stijl met vooral neoromaanse elementen. De toren is half ingebouwd en telt vier geledingen.

## Interieur
Uit de vroegere kerk zijn afkomstig: een romaans hardstenen doopvont (12e eeuw); twee barokke zijaltaren (begin 18e eeuw); een beeld van Jezus aan het Kruis in gepolychromeerd hout (Luikse school, omstreeks 1525); een gotisch kruisbeeld (ongeveer 1500). Dan is er een Onze-Lieve-Vrouwebeeld uit de 17e eeuw.
Verder kent de kerk een Kruisweg (1920), waarvan de statie geschilderd zijn door Beyaert. Uit omstreeks 1865 stammen het hoofdaltaar, de communiebank, de credenstafel en de biechtstoelen.
De begraafplaats telt enkele 17e- en 18e-eeuwse grafstenen. Een ervan is in de kerkmuur ingemetseld. Deze steen gedenkt pastoor Joes Colet (1665).